# Ludwig Purtscheller
Ludwig Purtscheller (ur. 6 października 1849 w Innsbrucku, zm. 3 marca 1900 w Bernie) – austriacki nauczyciel i alpinista. Był jednym z czołowych wspinaczy austriackich z okresu tzw. alpinizmu zdobywczego w II połowie XIX w. i jednym z pierwszych, którzy całkowicie odrzucili pomoc góralskich przewodników. Był zaliczany w swoim czasie do najlepszych znawców Alp, w których zdobył ponad 1700 szczytów.
Między innymi w 1885 r. wraz z Emilem Zsigmondym i Otto Zsigmondym dokonał pierwszego trawersowania grani La Meije w grupie Écrins w Alpach Delfinackich. Wraz z braćmi Zsigmondy dokonał wielu innych znaczących dokonań, jak zdobycie szczytów Petit Zinne i Ortler, południowych ścian Monte Rosa i Bietschhorn czy pierwsze trawersowanie Matterhornu. 12 czerwca 1885 r. wraz z Johannem Puntzem z Ramsau dokonał drugiego przejścia wschodniej ściany Watzmanna.
Purtscheller działał również z wielkimi sukcesami poza Alpami. 5 października 1889 r., podczas drugiej próby, wraz z Hansem Meyerem i miejscowym przewodnikiem Yohani Kinyala Lauw zdobył jako pierwszy szczyt Kilimandżaro. W 1891 r. zorganizował ekspedycję w Kaukaz, gdzie wraz z Gottfriedem Merzbacherem oraz dwoma alpejskimi przewodnikami z rejonu Großglockner, Kererem i Unterwesserem, zdobył m.in. Elbrus.
Purtscheller zmarł wskutek upadku podczas wspinaczki na Aiguille du Dru w masywie Mont Blanc.